# Kanton Nantua
Der Kanton Nantua ist ein französischer Wahlkreis im Département Ain in der Region Auvergne-Rhône-Alpes. Er umfasst 18 Gemeinden im Arrondissement Nantua, sein bureau centralisateur ist in Nantua. Im Rahmen der landesweiten Neuordnung der französischen Kantone wurde er im Frühjahr 2015 erweitert.

## Gemeinden
Der Kanton besteht aus 17 Gemeinden mit insgesamt 21.646 Einwohnern (Stand: 1. Januar 2022) auf einer Gesamtfläche von 221,41 km²:
| Gemeinde              | Einwohner 1. Januar 2022 | Fläche km² | Dichte Einw./km² | Code INSEE | Postleitzahl |
| --------------------- | ------------------------ | ---------- | ---------------- | ---------- | ------------ |
| Apremont              | 399                      | 14,57      | 27               | 01011      | 01100        |
| Béard-Géovreissiat    | 1.048                    | 4,69       | 223              | 01170      | 01460        |
| Belleydoux            | 306                      | 17,63      | 17               | 01035      | 01130        |
| Bellignat             | 3.581                    | 7,83       | 457              | 01031      | 01810        |
| Brion                 | 591                      | 4,48       | 132              | 01063      | 01460        |
| Charix                | 280                      | 18,27      | 15               | 01087      | 01130        |
| Échallon              | 774                      | 28,09      | 28               | 01152      | 01130        |
| Géovreisset           | 843                      | 3,31       | 255              | 01171      | 01100        |
| Groissiat             | 1.216                    | 6,32       | 192              | 01181      | 01810        |
| Le Poizat-Lalleyriat  | 740                      | 33,15      | 22               | 01204      | 01130        |
| Les Neyrolles         | 623                      | 9,50       | 66               | 01274      | 01130        |
| Maillat               | 693                      | 11,31      | 61               | 01228      | 01430        |
| Martignat             | 1.667                    | 13,25      | 126              | 01237      | 01810        |
| Montréal-la-Cluse     | 3.584                    | 12,83      | 279              | 01265      | 01460        |
| Nantua                | 3.431                    | 12,79      | 268              | 01269      | 01460        |
| Port                  | 843                      | 4,25       | 198              | 01307      | 01460        |
| Saint-Martin-du-Frêne | 1.027                    | 19,14      | 54               | 01373      | 01430        |
| Kanton Nantua         | 21.646                   | 221,41     | 98               | 0114       | –            |

Bis zur Neuordnung bestand der Kanton Nantua aus den zwölf Gemeinden Apremont, Béard-Géovreissiat, Brion, Charix, Lalleyriat, Maillat, Montréal-la-Cluse, Nantua, Les Neyrolles, Le Poizat, Port und Saint-Martin-du-Frêne. Sein Zuschnitt entsprach einer Fläche von 144,98 km2. Er besaß vor 2015 den INSEE-Code 0122.

## Veränderungen im Gemeindebestand seit 2016
2016: Fusion Lalleyriat und Le Poizat → Le Poizat-Lalleyriat

## Einwohner
| Bevölkerungsentwicklung | Bevölkerungsentwicklung |
| Jahr                    | Einwohner               |
| ----------------------- | ----------------------- |
| 1962                    | 7686                    |
| 1968                    | 8500                    |
| 1975                    | 9477                    |
| 1982                    | 10.574                  |
| 1990                    | 12.185                  |
| 1999                    | 13.181                  |
| 2006                    | 13 110                  |
| 2011                    | 13.148                  |

## Politik
| Vertreter im conseil général des Départements | Vertreter im conseil général des Départements | Vertreter im conseil général des Départements |
| Amtszeit                                      | Name                                          | Partei                                        |
| --------------------------------------------- | --------------------------------------------- | --------------------------------------------- |
| 2004–2011                                     | Claude Ferry                                  | -                                             |
| 2011–2015                                     | Jean Deguerry                                 | UMP                                           |
| 2015–2021                                     | Jean Deguerry Natacha Lorillard               | UD                                            |